# Klassisk kristendom
Klassisk kristendom eller apostolisk kristendom förekommer som uttryck inom nutida inomkristen polemik. Med uttrycken avses de förmodade huvuddrag av den kristna tron som har delats av samtliga de stora kyrkofamiljerna under hela kyrkohistorien och som sammanfattas i bl.a. trosbekännelsen.
Bland dessa trossatser kan nämnas:
- Tron på en enda Gud, som allsmäktig, skapare av himmel och jord, och med tre lika eviga hypostaser eller personer: Fadern, Sonen och den helige Ande.
- Tron på Fadern, som är Gud själv, och som Jesus ber till.
- Tron att goda och onda änglar finns.
- Tron på Jesus Kristus som Guds son, den som allt i himlen och på jorden skapades i, och som den Messias som omtalas av profeter i Gamla Testamentet.
- Tron att Jesus föddes av jungfru Maria.
- Tron att Jesus är både Gud och människa och levde hela sitt liv på jorden som människa, dock utan att synda.
- Tron på att Jesus var med om de händelser, sade de saker och utförde de underverk som omtalas i evangelierna, samt att dessa händelser ibland även kan ha haft en allegorisk funktion.
- Tron på att Jesus korsfästes, dog, begravdes och nedsteg till antingen helvetet eller dödsriket (i ett syfte som kyrkofamiljerna inte är överens om).
- Tron att Jesus, på ett eller annat sätt, har försonat hela mänsklighetens synder (Vilken försoningslära som är riktig – eller åtminstone viktigast – varierar däremot mellan kyrkofamiljerna eller inom kyrkofamiljerna).
- Tron på att Jesus uppstod på tredje dagen från de döda.
- Tron på att Jesus därefter steg upp till himlen, och fyller en evig översteprästerlig funktion.
- Tron på att Jesus skall komma tillbaka.
- Tron på att Jesus en dag skall döma alla levande och döda, antingen till himmel eller helvete beroende på om man är förlåten sina synder genom Jesus eller ej. För att få förlåtelse måste man be Gud om förlåtelse genom Jesus (men enligt minst en av kyrkofamiljerna – den reformerta – förlåter Gud endast personer som är predestinerade därtill, ett synsätt som delats åtminstone av jansenisterna).
- Tron på evigt liv genom Jesus.
- Tron på Den Helige Ande, Gud själv, som verkar i kristna (åtminstone dem som är predestinerade därtill), och ber utan ord i kristnas själar.
- Tron på att Gud hör, och även svarar på, de troendes böner i Jesu namn (Vilken plats extemporerad bön, tidegärd, tillbedjan, botakter och meditation har i bönelivet varierar däremot avsevärt både mellan och inom kyrkofamiljerna, och har tidvis varit föremål för konflikter).
- Tron på dopet som en helig handling som fördjupar gemenskapen med Gud (Den exakta synen på dopet skiljer sig däremot mellan kyrkofamiljerna, och denna punkt avvisas av Frälsningsarmén och kväkare.).
- Tron på nattvarden som en helig handling (Den exakta synen på nattvarden skiljer sig däremot mellan kyrkofamiljerna, och denna punkt avvisas av Frälsningsarmén och kväkare.).
- Tron på att hela Bibeln är inspirerad av Gud för att vara till nytta när man undervisar om Honom. (Apokryferna är inte alltid med i samtliga kyrkofamiljers biblar, och vilken roll förnuftet, den religiösa erfarenheten och den kristna traditionen spelar inom den kristna lärobildningen är däremot föremål för olika meningar mellan kyrkofamiljerna)
- Tron på att äktenskapet mellan man och kvinna är det enda sammanhanget för sexuellt umgänge (Den exakta synen på vad som konstituerar äktenskapet skiljer sig dock mellan kyrkofamiljerna, och många kyrkofamiljer värdesätter celibatärt kommunitetsliv som en annan kristen levnadsform.).
- Tron på att gemenskapen med andra kristna, församlingen, är viktig för varje kristen.
- Tron på att handpåläggning är en del av kristet gudstjänstliv (Exakt hur är kyrkofamiljerna inte eniga om, men många kyrkofamiljer brukar handpåläggning vid konfirmation och ordination).
- Tron på att helig olja kan användas i några kristna gudstjänster (Exakt vilka gudstjänster är kyrkofamiljerna inte överens om, men de sjukas smörjelse är vanligt förekommande, medan några kyrkofamiljer även brukar olja vid dop, vid konfirmation och vid ordination).
- Tron på att Guds vilja är att ha gemenskap med några människor (Exakt vilka människor, och vilken roll människans val och Guds predestination spelar, skiljer kyrkofamiljerna åt).